# Merops nubicoides
Il gruccione carminio meridionale (Merops nubicoides Des Murs & Pucheran, 1846) è un uccello appartenente alla famiglia Meropidae originario del continente africano.  

## Descrizione

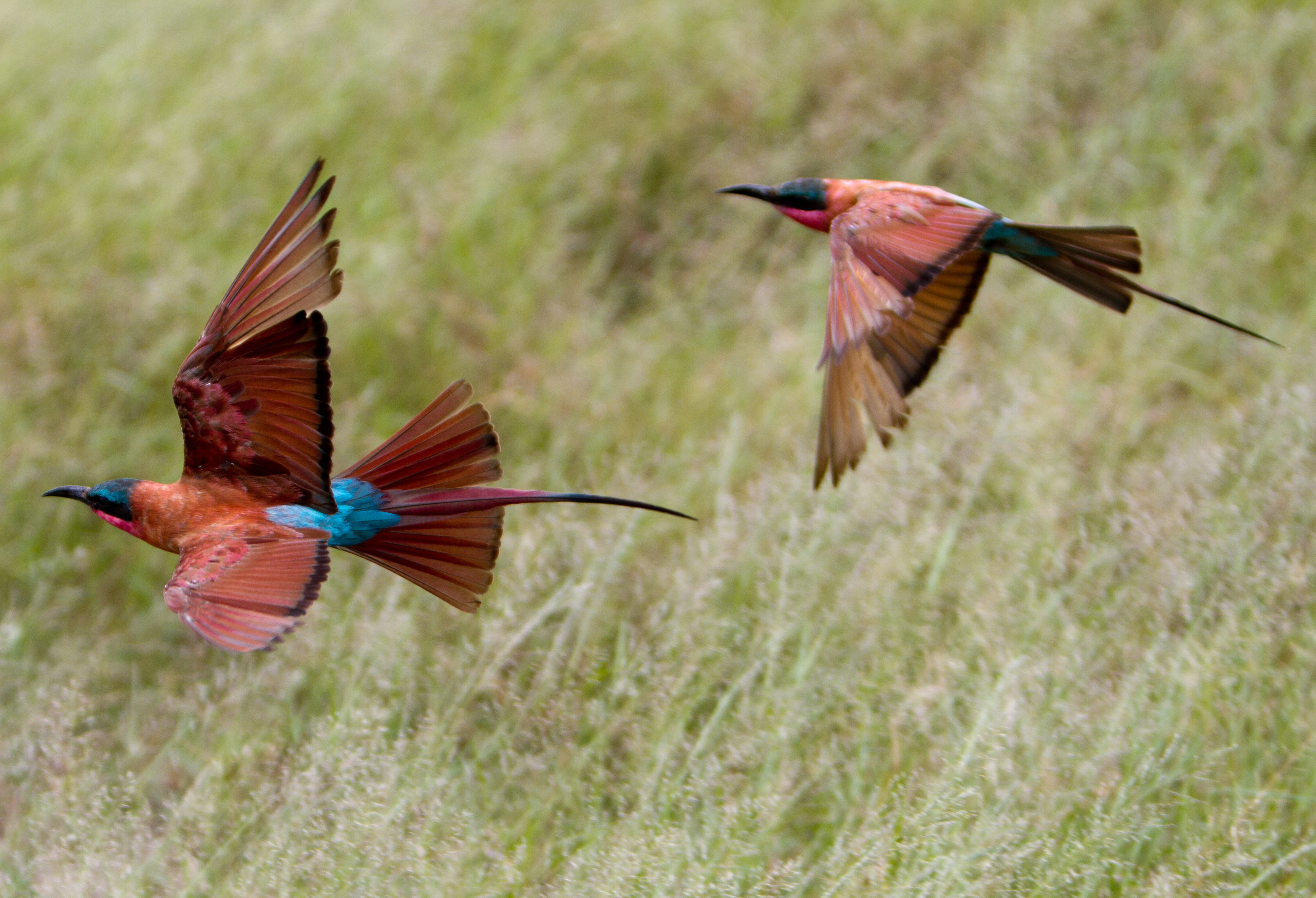
Coppia in volo

Misura circa 38 cm di lunghezza e presenta una vistosa colorazione rossa su gran parte del corpo. Il capo, il groppone, il sottocoda e parte delle ali sono di colore azzurro turchese, e sono presenti strisce oculari nere. Il becco, sottile e appuntito, è leggermente curvo. Le timoniere centrali presentano una caratteristica forma allungata.

## Biologia
È un migratore parziale che si nutre di insetti, specialmente alati. Caccia spesso insetti che si muovono in sciami come ad esempio le termiti volanti e le locuste. Caccia da un punto sopraelevato scoperto o con un volo basso inframmezzato da frequenti planate. Durante la caccia emette flebili richiami bitonali. Non di rado si posa sul dorso di altri animali, compresi uccelli più grandi come struzzi e otarde. È tendenzialmente gregario e forma colonie che possono contare anche decine di migliaia di coppie. Il nido consiste in una galleria scavata nei dirupi vicini ai fiumi che termina con una camera non foderata. 

## Distribuzione e habitat
È diffuso in buona parte dell'Africa centro-orientale, con un areale che si estende dall'Angola settentrionale fino al Rwanda, alla Tanzania e al Sudafrica orientale, comprendendo Botswana, Burundi, Repubblica Democratica del Congo, Kenya, Malawi, Mozambico, Namibia, Swaziland, Zambia e Zimbabwe. Vive in ambienti aperti come le pianure fluviali e le savane.